# Hettenschlag
Hettenschlag [ɛtənʃlaɡ]  est une commune française située dans la circonscription administrative du Haut-Rhin et, depuis le 1er janvier 2021, dans le territoire de la Collectivité européenne d'Alsace, en région Grand Est.
Cette commune se trouve dans la région historique et culturelle d'Alsace.

## Géographie
| Logelheim              | Appenwihr    | Wolfgantzen |
|                        | Hettenschlag | Weckolsheim |
| Sainte-Croix-en-Plaine |              | Dessenheim  |

### Hydrographie
La commune est dans le bassin versant du Rhin au sein du bassin Rhin-Meuse. Elle n'est drainée par aucun cours d'eau,.

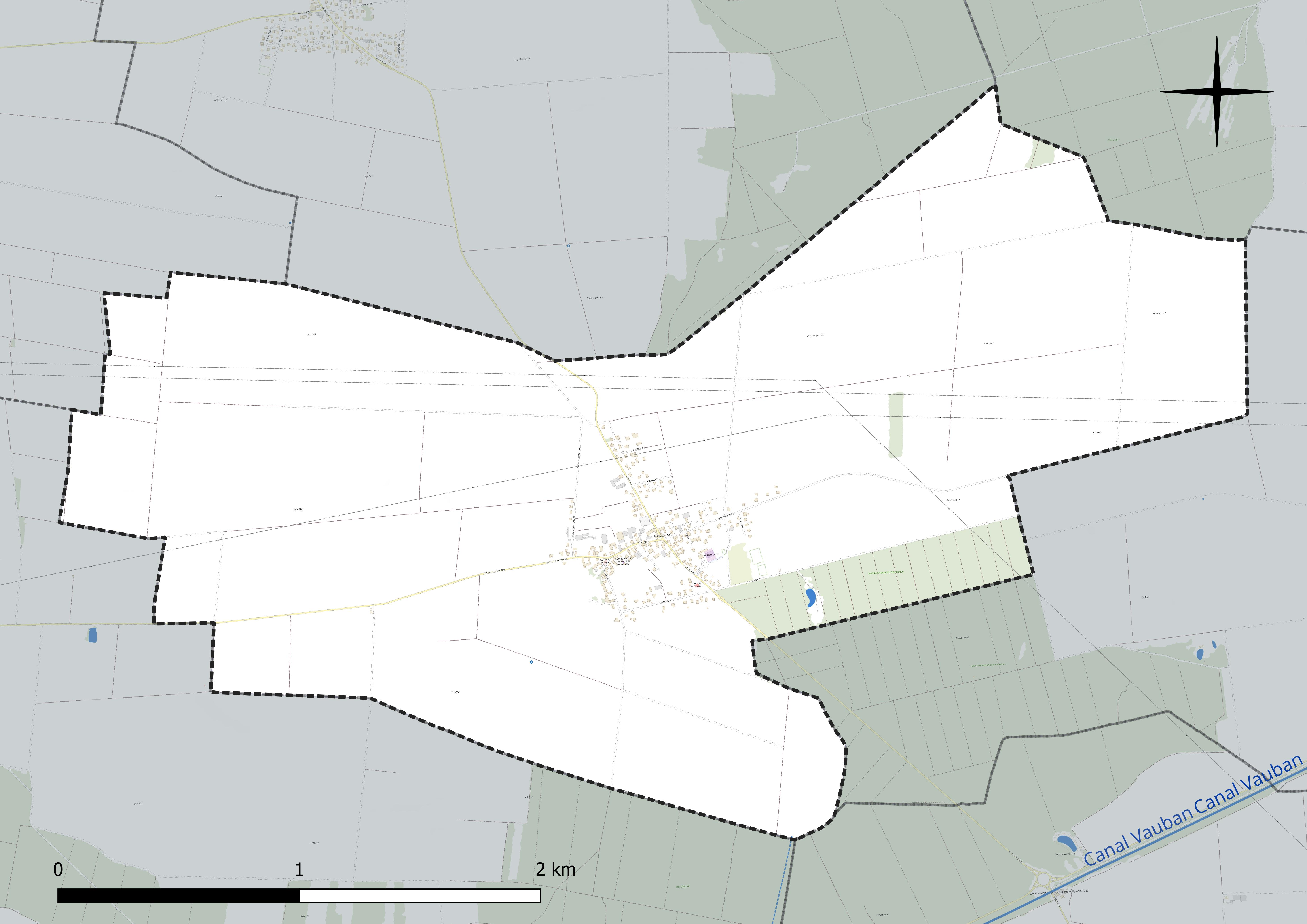
Réseau hydrographique de Hettenschlag.

### Climat
Pour des articles plus généraux, voir Climat du Grand Est et Climat du Haut-Rhin.
En 2010, le climat de la commune est de type climat océanique altéré, selon une étude du Centre national de la recherche scientifique s'appuyant sur une série de données couvrant la période 1971-2000. En 2020, Météo-France publie une typologie des climats de la France métropolitaine dans laquelle la commune est exposée à un climat semi-continental et est dans la région climatique  Alsace, caractérisée par une pluviométrie faible, particulièrement en automne et en hiver, un été chaud et bien ensoleillé, une humidité de l’air basse au printemps et en été, des vents faibles et des brouillards fréquents en automne (25 à 30 jours). 
Pour la période 1971-2000, la température annuelle moyenne est de 10,6 °C, avec une amplitude thermique annuelle de 17,9 °C. Le cumul annuel moyen de précipitations est de 595 mm, avec 8,1 jours de précipitations en janvier et 9,2 jours en juillet. Pour la période 1991-2020, la température moyenne annuelle observée sur la station météorologique de Météo-France la plus proche, « Colmar-Inra », sur la commune de Colmar à 11 km à vol d'oiseau, est de 11,3 °C et le cumul annuel moyen de précipitations est de 558,0 mm. 
La température maximale relevée sur cette station est de 39,6 °C, atteinte le 13 août 2003 ; la température minimale est de −22,5 °C, atteinte le 22 février 1986,,. 
Les paramètres climatiques de la commune ont été estimés pour le milieu du siècle (2041-2070) selon différents scénarios d'émission de gaz à effet de serre à partir des nouvelles projections climatiques de référence DRIAS-2020. Ils sont consultables sur un site dédié publié par Météo-France en novembre 2022.

## Urbanisme

### Typologie
Au 1er janvier 2024, Hettenschlag est catégorisée commune rurale à habitat dispersé, selon la nouvelle grille communale de densité à sept niveaux définie par l'Insee en 2022.
Elle est située hors unité urbaine. Par ailleurs la commune fait partie de l'aire d'attraction de Colmar, dont elle est une commune de la couronne,. Cette aire, qui regroupe 95 communes, est catégorisée dans les aires de 50 000 à moins de 200 000 habitants,.

### Occupation des sols
L'occupation des sols de la commune, telle qu'elle ressort de la base de données européenne d’occupation biophysique des sols Corine Land Cover (CLC), est marquée par l'importance des territoires agricoles (90,9 % en 2018), une proportion identique à celle de 1990 (90,9 %). La répartition détaillée en 2018 est la suivante : 
terres arables (90,9 %), forêts (4,9 %), zones urbanisées (4,2 %). L'évolution de l’occupation des sols de la commune et de ses infrastructures peut être observée sur les différentes représentations cartographiques du territoire : la carte de Cassini (XVIIIe siècle), la carte d'état-major (1820-1866) et les cartes ou photos aériennes de l'IGN pour la période actuelle (1950 à aujourd'hui).

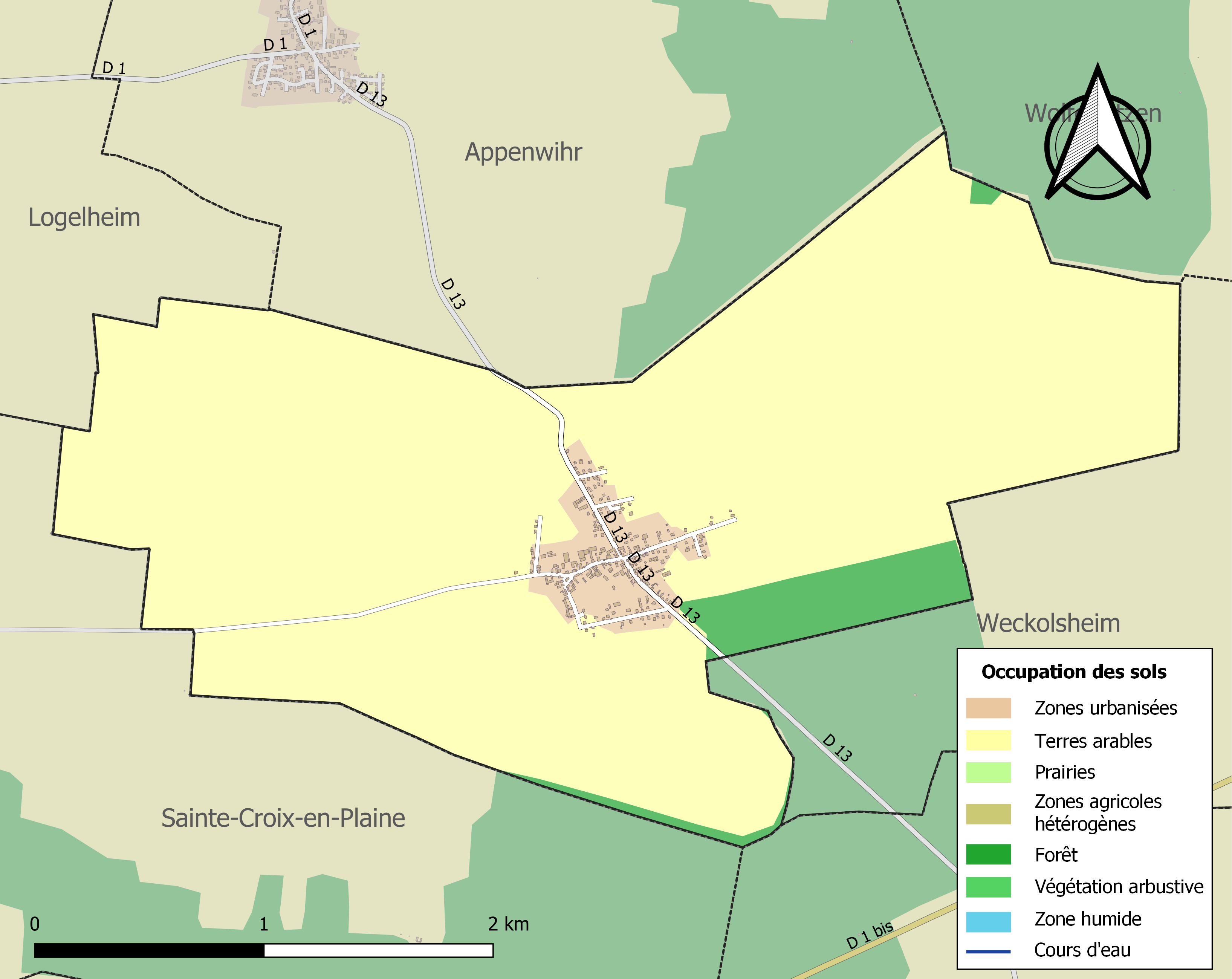
Carte des infrastructures et de l'occupation des sols de la commune en 2018 (CLC).

## Histoire
Cité en 792 comme possession de l'abbaye de Murbach sous le nom de Hettanerloh : bois de Hetin, nom qui indique un village de défrichement gagné sur la forêt. Les destinées du village sont peu connues. Vers le XIIe siècle le village disparaît, la forêt envahit l'ancien emplacement. Il semble avoir été abandonné un certain temps, surtout pendant la guerre de Trente Ans. En 1494, Hettenschlag fait partie du domaine des seigneurs de Rappolsteim (bailliage de Heiteren). En 1507, ce domaine revient en fief à l'abbaye de Murbach. Les seigneurs de Girsberg, alors prévôts de Logelheim, perçoivent la dîme. À la fin du XVIIIe siècle, le village fut reconstruit à l'ancien emplacement. Vers 1800, il comprenait 8 fermes. Après la Révolution française, il dépendait administrativement de Neuf-Brisach, puis en 1824 devint commune avec mairie et école.

## Curiosité touristique: le Dôme de Hettenschlag
Alors que les anticlinaux de Meyenheim et de Rustenhart suivent naturellement l'axe rhénan du sud vers le nord, assurant l'écoulement de la nappe phréatique dans ce sens, un diapir granitique dû à la remontée de magmas de faible densité vient interrompre cette régularité. Cette formation rocheuse s'élève à la perpendiculaire de l'anticlinal de Meyenheim et forme littéralement un dôme d'une exceptionnelle majesté.
Il n'est malheureusement pas visible directement et ses formes élégantes ne peuvent être reconstituées que par la synthèse des courbes d'équirésistivité mesurées en surface. L'ouverture de ce site exceptionnel au grand public reste pour l'instant proscrite afin de préserver l'intégrité géologique des lieux, ainsi que la circulation des eaux souterraines.

### Héraldique
| Blason d'Hettenschlag | Les armes d'Hettenschlag se blasonnent ainsi : « De gueules à l'aigle d'argent surmontée d'un chef fascé de gueules et d'argent à la bande d'or. » |

## Politique et administration
| Période                                  | Période  | Identité        | Étiquette | Qualité         |
| ---------------------------------------- | -------- | --------------- | --------- | --------------- |
| mars 2001                                | 2008     | Bernard Poirey  |           |                 |
| mars 2008                                | mai 2020 | Bernard Koch    |           | Cadre technique |
| mai 2020                                 | En cours | Fabien Furdérer |           |                 |
| Les données manquantes sont à compléter. |          |                 |           |                 |

## Démographie
L'évolution du nombre d'habitants est connue à travers les recensements de la population effectués dans la commune depuis 1800. Pour les communes de moins de 10 000 habitants, une enquête de recensement portant sur toute la population est réalisée tous les cinq ans, les populations de référence des années intermédiaires étant quant à elles estimées par interpolation ou extrapolation. Pour la commune, le premier recensement exhaustif entrant dans le cadre du nouveau dispositif a été réalisé en 2008.

En 2022, la commune comptait 346 habitants, en évolution de +3,59 % par rapport à 2016 (Haut-Rhin : +0,66 %, France hors Mayotte : +2,11 %).
| 1800 | 1806 | 1821 | 1831 | 1836 | 1841 | 1846 | 1851 | 1856 |
| ---- | ---- | ---- | ---- | ---- | ---- | ---- | ---- | ---- |
| 77   | 77   | 122  | 148  | 182  | 170  | 179  | 188  | 207  |

| 1861 | 1866 | 1871 | 1875 | 1880 | 1885 | 1890 | 1895 | 1900 |
| ---- | ---- | ---- | ---- | ---- | ---- | ---- | ---- | ---- |
| 216  | 232  | 282  | 276  | 301  | 260  | 254  | 240  | 232  |

| 1905 | 1910 | 1921 | 1926 | 1931 | 1936 | 1946 | 1954 | 1962 |
| ---- | ---- | ---- | ---- | ---- | ---- | ---- | ---- | ---- |
| 232  | 209  | 180  | 186  | 189  | 203  | 182  | 202  | 203  |

| 1968 | 1975 | 1982 | 1990 | 1999 | 2006 | 2008 | 2013 | 2018 |
| ---- | ---- | ---- | ---- | ---- | ---- | ---- | ---- | ---- |
| 200  | 207  | 223  | 246  | 287  | 323  | 333  | 335  | 328  |

| 2022 | - | - | - | - | - | - | - | - |
| ---- | - | - | - | - | - | - | - | - |
| 346  | - | - | - | - | - | - | - | - |

## Lieux et monuments
|  |

## Personnalités liées à la commune
Sébastien Herscher, évêque de Langres, archevêque de Laodicée.
Fils de Joseph H. et Elisabeth Stauber, né le 29 octobre 1855 ; décédé à Paris le 25 août 1931.
Son monument funéraire est visible au cimetière de Hettenschlag.